# Бее
Бее (італ. Bee, п'єм. Bé) — муніципалітет в Італії, у регіоні П'ємонт,  провінція Вербано-Кузіо-Оссола.
Бее розташоване на відстані близько 550 км на північний захід від Рима, 125 км на північний схід від Турина, 6 км на північний схід від Вербанії.
Населення — 743 особи (2014).
Щорічний фестиваль відбувається 14 вересня. Покровитель — Santa Croce.

## Демографія
Населення за роками:

Станом на 1 січня 2023 року в муніципалітеті офіційно проживали 62 іноземці з 23 країн, серед них 23 громадяни країн Євросоюзу та 3 громадяни України.

## Сусідні муніципалітети
- Ариццано
- Гіффа
- Премено
- Віньйоне